# Stephan Luckhaus
Stephan Luckhaus (Remscheid, 28 de maio de 1953) é um matemático alemão.
É atualmente professor na Universidade de Leipzig, trabalhando em análise pura e aplicada. Obteve um doutorado em 1978, orientado por Willi Jäger, na Universidade de Heidelberg. Foi eleito membro da Academia Leopoldina em 2007.